# چای گل داودی
چای گل داودی (چینی: 菊花茶; پین‌یین: júhuā chá) یک نوشیدنی است که از دو گونه گل داودی با نام‌های داودی و داودی ایندیسوم تهیه می‌شود. یکی از محبوب‌ترین چای‌ها در شرق آسیا به خصوص در کشور چین است. برای تهیه چای گل داودی، گل (معمولاً خشک) را در قوری فنجان یا شیشه‌ای که حاوی آب داغ (معمولاً ۹۰ تا ۹۵ درجه سانتیگراد پس از سرد شدن از نقطه جوش) قرار می‌دهند. اغلب نبات یا شکر نیز به چای اضافه می‌شود. در نتیجه نوشیدنی شفاف، به رنگ زرد روشن رنگ با عطر گل به دست می‌آید. در سنت چینی افزودن آب داغ به یک قوری چای گل داودی چندین بار تکرار می‌شود. منشأ پیدایش چای گل داودی بود به زمان حکمرانی دودمان سونگ (۹۶۰–۱۲۷۹) بازمی‌گردد.

## انواع

### چین
انواع مختلف گل داودی، که رنگ آنها از سفید تا زرد کم رنگ یا روشن، متغیر می‌باشد، برای این چای استفاده می‌شود. که انواع آن عبارت است از:
- هانگشان گنگ چی (黄山贡菊); که به صورت ساده گنگ چی (贡菊) نامیده می‌شود.
- هانگبایچی (杭白菊), همچنین به صورت ساده هانگچی, (杭菊) نامیده می‌شود و منشأ آن از تونگ شیانگ در نزدیکی هانگژو است.
- چوچی (滁菊)، که منشأ آن از شهر چوژو واقع در استان آن هوئی است.

از این میان موارد بالا، دو مورد اول دارای محبوبیت بیشتری هستند. برخی از این گونه‌ها دارای سر گل زرد هستند که بصورت برجسته می‌باشد در حالی که برخی دیگر از گونه‌ها فاقد این ویژگی هستند.

## دسترسی برای خرید
اگرچه چای گل داوودی معمولاً در خانه‌ها تهیه و مصرف می‌شود، اما در بسیاری از رستوران‌های آسیایی (به ویژه چینی) و در فروشگاه‌های مواد غذایی آسیایی مختلف که در داخل و خارج از آسیا فعالیت می‌کنند، به صورت کنسرو یا بسته‌بندی شده و همچنین به صورت گل کامل یا چای کیسه‌ای فروخته می‌شود. جعبه‌های آب میوه چای گل داودی نیز ممکن است در برخی مکان‌ها فروخته شود.

## نگارخانه

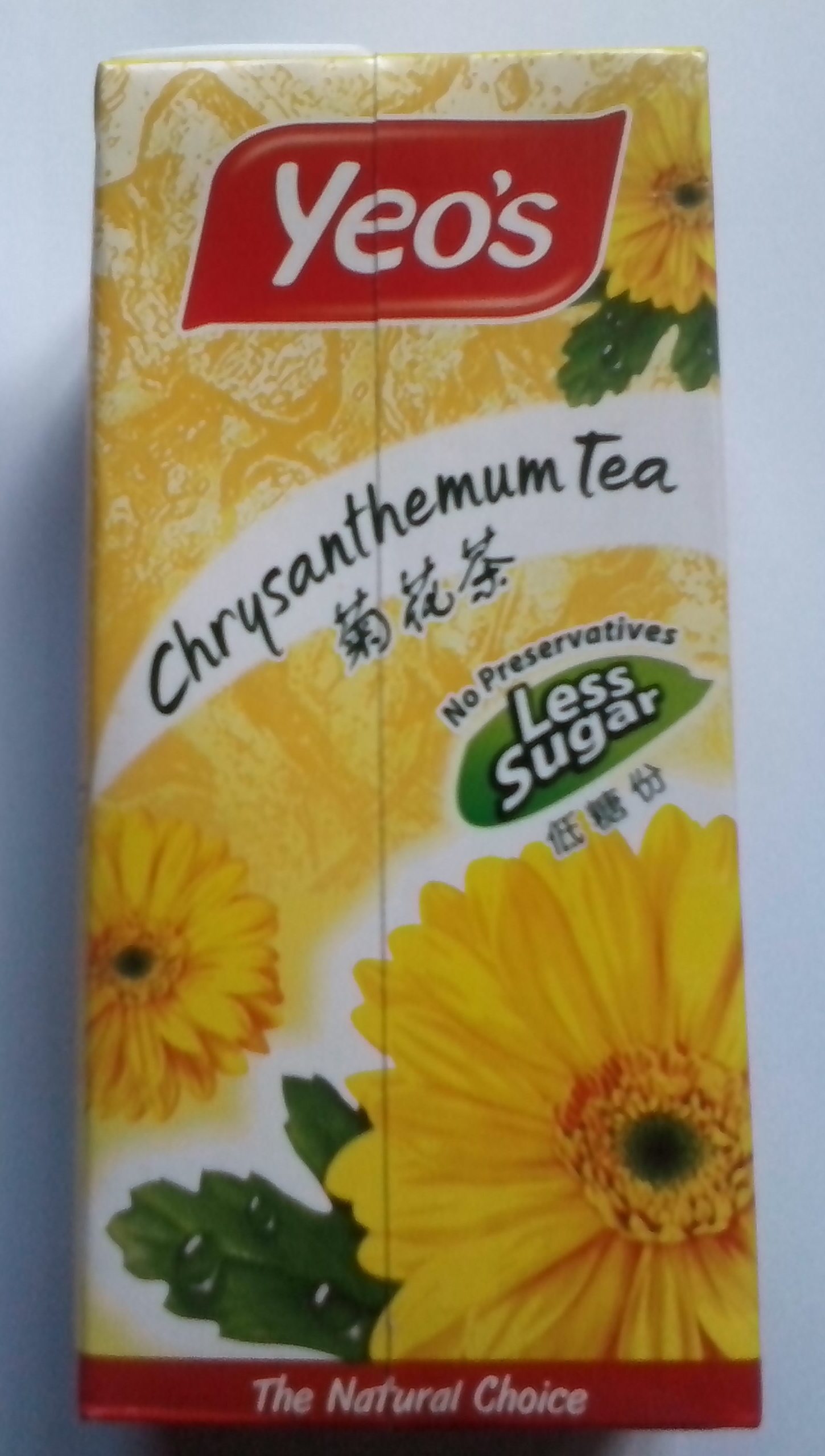
یک قوطی افشره چای گل داودی از شرکت سنگاپوری یئو هیاپ سنگ